# Van Ghent Kazerne

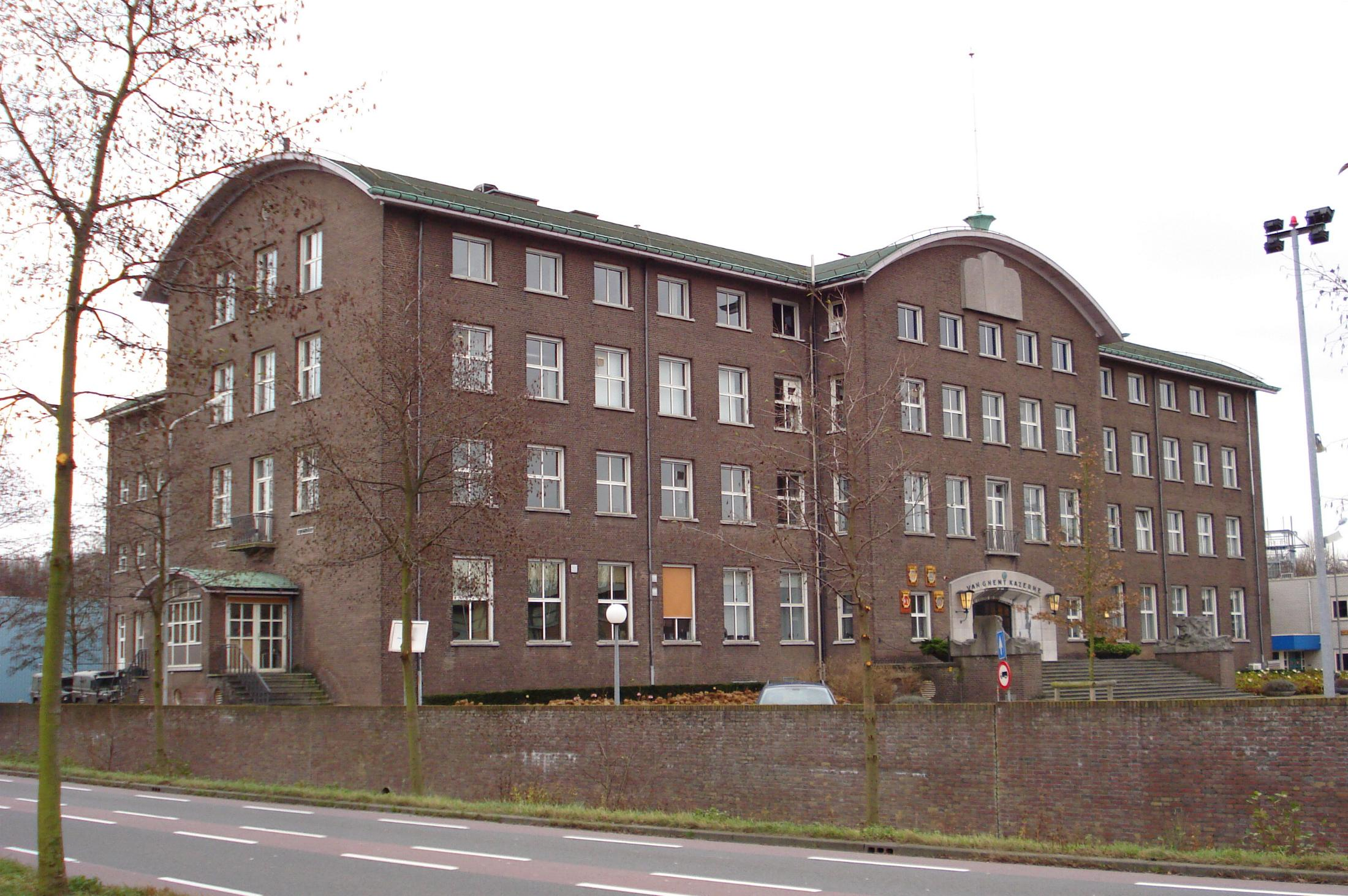

De Van Ghent Kazerne is een kazerne  van het Korps Mariniers gelegen aan Toepad 120 in de Rotterdamse wijk Kralingen.

## Geschiedenis
De bouw van de kazerne startte in 1940, hoewel de eerste spade in 1938 de grond inging; de meeste bouwbedrijven vinden het in die onzekere tijd te riskant om zo'n groot bouwproject aan te gaan. Alleen het betonskelet was gegoten toen de Duitse bezetting uitbrak en de bouw  stilgelegd moest worden. Het Korps hield op te bestaan. Direct na de oorlog werd de bouw hervat en in 1946 werd de kazerne opgeleverd, zodat het Korps kon terugkeren naar Rotterdam.   
De kazerne is bestemd voor mariniersopleidingen, en werd op 10 december 1945 in gebruik genomen. Het complex is vernoemd naar de eerste commandant van het Korps Mariniers Luitenant-admiraal Willem Joseph van Ghent. Het complex is in de plaats gekomen van de eerdere kazerne die gelegen was aan het Oostplein 14. Die werd in 1940 bij het bombardement van Rotterdam verwoest. Voor de legering van de soldaten die de opleiding tot marinier volgen, zijn in 2017 twee nieuwe gebouwen opgeleverd met de namen COP TABAR en OP ZUC, die refereren aan respectievelijk de operaties in Afghanistan en de Mount Igman Missie in voormalig Joegoslavië. Deze gebouwen fungeren naast het gerenoveerde legeringsgebouw Oostplein.
In 2013 werd door de regering besloten dat de kazerne voor 2016 gesloten zou worden. Omdat onder meer de stad Rotterdam hier fel op tegen was, werd dit plan in 2014 afgeblazen. Op grond van uitkomsten van de business case van de Van Ghentkazerne, waarvan andere overheidsdiensten nu eveneens gebruik gaan maken, werd besloten dat de kazerne behouden zal blijven. 
De kazerne is uit historisch oogpunt nauw met de stad verbonden; al zo'n 200 jaar, met enkele onderbrekingen, verblijven de mariniers in Rotterdam. Zij onderdrukten in 1868 het De Vletter-oproer in de stad en tijdens de eerste dagen van de Tweede Wereldoorlog verdedigden zij in een felle strijd de Maasbruggen (zie: verdediging van de Maasbruggen in Rotterdam). In 1992 werd tijdens een actie na toenemende overlast van junks rond en op het Centraal Station perron 0 'schoongeveegd'. Hiervan is de precieze aanleiding nooit achterhaald. 

Voor de goede verstandhouding tussen de mariniers en Rotterdam is de Stichting Rotterdam en de mariniers in het leven geroepen.